# Interposizione colica
L'interposizione colica è la presenza del colon trasverso in sede sottodiaframmatica. Può essere più frequentemente a destra, quindi epatodiaframmatica, o, più raramente, intercavoepatica, retrosplenica, intersplenorenale, retrogastrica.
L'interposizione del piccolo intestino o di colon e tenue contemporaneamente è più rara.
Individuata per la prima volta nel 1910 dal medico Demetrius Chilaiditi (greco di nazionalità ottomana nato a Vienna) come interposizione "destra", Poppel e Herstone nel 1942 osservano anche l'interposizione "sinistra", descrivendola come "retroposizione" del colon, ma non viene confermata da studi al bario. Nell'era della tomografia computerizzata, Oldfield individua e descrive la variante sinistra.
È probabilmente dovuta a malposizione per malrotazione o malfissazione intestinale. Può essere più frequente a destra soprattutto in obesi e in caso di cirrosi senza ascite. Può essere transitoria e riducibile in un terzo dei casi.
Se asintomatica (se a destra, è detta "segno di Chilaiditi") è un riscontro occasionale, in corso di indagini radiologiche, laparoscopia, autopsia, altrimenti, se sintomatica (se a destra, si parlerà di sindrome di Chilaiditi) può presentarsi con sintomatologia ostruttiva, dolore addominale, nausea, vomito, distensione addominale, flatulenza, respiro corto, costipazione, anoressia.
I sintomi sono più frequenti quando l'interposizione interessa il piccolo intestino e quando occorre in pazienti affetti da ritardo mentale.
La diagnosi è radiologica: la presenza di haustrae o di valvole conniventi escluderanno un possibile pneumoperitoneo.
La terapia è conservativa.
La prevalenza varia a seconda del gruppo studiato. Per quanto riguarda l'interposizione destra, nelle donne tra i 15 e i 65 anni è dello 0,006%, negli uomini tra i 15 e i 65 anni è dello 0,02%, al di sopra dei 65 si sale a 0,28%. Negli obesi siamo all'1,18%, 2% nella tarda gravidanza e nei cirrotici senza ascite al 22%. Per quanto riguarda invece l'interposizione non epatodiaframmatica gli studi vanno dallo 0,03 allo 0,3%. Queste percentuali propendono per una patogenesi secondaria.